# Protesterna och massakern på Himmelska fridens torg
Protesterna på Himmelska fridens torg var en protestdemonstration och studentrörelse våren 1989 i Peking i Kina. Demonstrationerna slogs slutligen ner av Folkets befrielsearmé natten till 4 juni med ett stort antal dödsoffer varefter händelsen är känd som Massakern på Himmelska fridens torg.
Demonstrationerna inleddes i april 1989 efter att  Hu Yaobang plötsligt avlidit. Stora mängder studenter samlades på Himmelska fridens torg för att inledningsvis hedra Hu Yaobang, men även för att demonstrera för yttrandefrihet och demokrati. Händelserna trappades upp i maj då en hungerstrejk inleddes på torget. 19 maj ställdes Peking under krigslagar och politikerna beslutade att använda krafttag mot protesterna. I början av juni var Folkets befrielsearmé mobiliserad i Pekings ytterområde. På kvällen 3 juni började militären förflytta sig mot Himmelska fridens torg, men hindras av civilbefolkningen som barrikaderat vägarna. Stridigheter utbröt mellan militären och civilbefolkningen med ett stort antal dödsoffer som följd efter att militären öppnat eld mot civilbefolkningen. Både militärer och civila dödades, och antal offer är okänt men vanliga uppskattningar är från flera hundra upp till 10 000. Efter midnatt omringade militären Himmelska fridens torg som utrymdes under vapenhot.
Incidenten har tystats ner av de kinesiska myndigheterna, och ämnet är tabu i Kina. Ord och texter med kopplingar till incidenten är censurerade på internet i Kina.

## Bakgrund
Under andra halvan av 1980-talet började spänningar byggas upp och en rad studentdemonstrationer uppstod i Peking 1986–1987. En stor klyfta i välstånd mellan kust- och inlandsprovinser i kombination med hög inflation och hög arbetslöshet och ökad kriminalitet var bidragande orsaker till ökade motsättningar mellan konservativa och reformförespråkare. Deng Xiaoping försökte balansera de olika fraktionerna där konservativa Chen Yun och frisinnade generalsekreterare Zhao Ziyang var betydande frontpersoner. Bland studenterna fanns ett ökande missnöje om orättvisor och idealism.
Den reformvänliga Hu Yaobang avled plötsligt av en stroke 15 april 1989 och blev en ikon för universitetsstudenterna. Sorgmanifestationer hölls i flera storstäder, som snart övergick till demonstrationer. På Himmelska fridens torg i Peking samlades till slut hundratusentals människor som demonstrerade för bland annat yttrandefrihet och demokrati, och för att hedra Hu Yaobang. Ungdomarna leddes av bland andra Wang Dan, Chai Ling och Wuerkaixi. 13 maj inleds en hungerstrejk på Himmelska fridens torg, som snart får tusentals deltagare. Demonstranterna lät även resa en staty av papier-maché kallad "Demokratigudinnan" som var en drygt 6 m hög kopia av Frihetsgudinnan, som placerades mitt emot porträttet på Mao Zedong vid Himmelska fridens port.
Efter att Zhao Ziyang lämnar Kina för ett statsbesök i Nordkorea hårdnade politbyråns attityd mot demonstranterna. Premiärminister Li Peng fick en ledande roll i att hantera demonstrationerna. Demonstrationerna fortsatte hela maj, och blev kända internationellt och situationen gav prestigeförlust för regimen. Michail Gorbatjov var inbokad på statsbesök i mitten av maj, men transporterna fick läggas om på grund av att Himmelska fridens torg var blockerat, och den kinesiska ledningen förlorade ansiktet. Aktionerna stärktes av stor rapportering av händelserna i de kinesiska medierna.
Zhao Ziyang höll 19 maj ett tal till studenterna efter att det sovjetiska statsbesöket var avslutat. Deltog gjorde även Wen Jiabao, som senare kom att bli Kinas premiärminister. Zhao uppmanade studenterna till lugn och att de skulle avsluta den då påbörjade hungerstrejken och vidare att inget ont skulle drabba studenterna om när ordningen var återställd. Sent samma dag ställdes Peking under krigslagar.
Dagen efter Zhaos tal hölls ett möte i Deng Xiaopings hem. Deng var pressad mellan olika viljor men valde den hårda linjen. Zhao Ziyang blev hårt kritiserad och mot hans vilja bestämde Deng att det var dags för att ta till krafttag och använda våld mot demonstrationerna. Tillsammans med partitoppen beslutades även att avsätta Zhao Ziyang, som blev placerad i husarrest. Undantagstillstånd infördes i Peking och demonstrationer förbjöds.

## Händelseförloppet

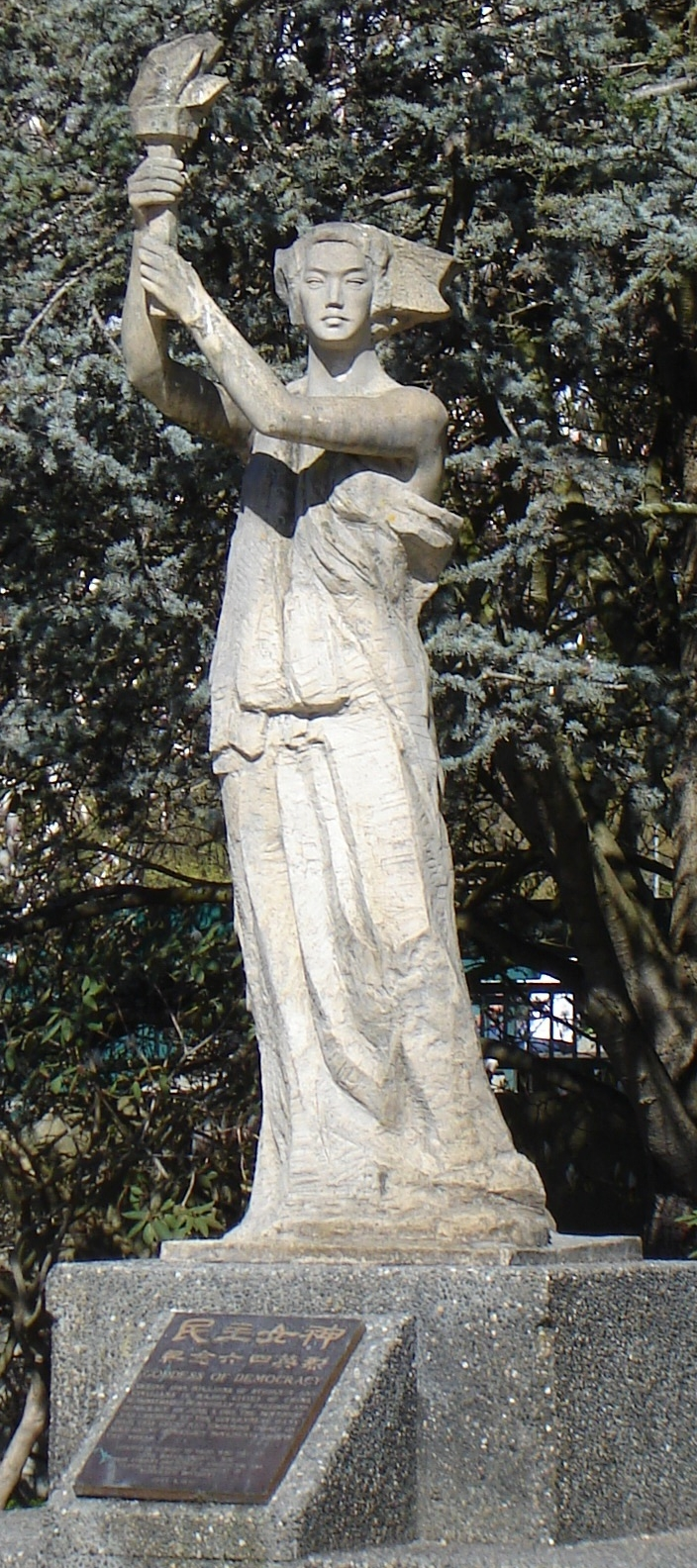
Kopia av "Demokratigudinnan" vid University of British Columbia i Vancouver.

Under slutet av maj förflyttades stora mängder soldater från Folkets befrielsearmé till Pekings utkanter och 3 juni började militära trupper närma sig Pekings centrum och våldsamma incidenter blossade upp. Deng och Li Peng gav order om att ta kontroll över situationen och att torget skulle rensas. 3 juni kl 18:30 började högtalare kontinuerligt ropa ut att alla skulle lämna Himmelska fridens torg och hålla sig hemma. Många lämnade torget men ungefär 3 000 valde att stanna.
Klockan 22 började trupperna avancera mot Himmelska fridens torg från väster längs Chang'anavenyn. Demonstranterna hade blockerat vägen med bussar som sattes i brand för att stoppa de framryckande soldaterna. Militären öppnade eld mot demonstranter med tårgas och skarp ammunition. Demonstranterna försvarade sig genom att kasta sten, flaskor och brandbomber mot stridsvagnarna. Flera bepansrade fordon sattes i brand och militärer slets ur pansarfordonen och dödades. Skottlossningen och stridsvagnar som körde genom folkmassor resulterade i en betydande mängd dödsoffer. Vittnen berättar om kringströdda människokroppar med skador efter att blivit överkörda av stridsvagnar. Striderna mellan militären och proteströrelsen resulterade i okänt antal dödsoffer från båda sidor.
Efter midnatt nådde militären Himmelska fridens torg som omringades. Studentledarna förhandlade med militären om hur situationen skulle hanteras. Ungefär kl 3 på morgonen 4 juni blev de kvarvarande demonstranterna på torget informerade av militären att de måste lämna torget eller ta konsekvenserna. Vid 04:30 startade stridsvagnarna sina motorer och den större delen av demonstranterna valde att lämna torget inför hotet från militären. Militären tömde torget, men vissa demonstranter försökte ta sig tillbaka in på området vilket gjorde att militären öppnade eld över huvudena på folkmassan. Demonstranterna tvingades lämna området under vapenhot.
Efter lunchtid hade militären full kontroll över centrala Peking. De flesta dödsoffren skedde väster om Himmelska fridens torg. Det finns inga tydliga bevis på att någon avled inne på själva torget utan de huvudsakliga våldsamheterna och dödsfallen skedde utanför torget.

## Följder
Händelserna förändrade dramatiskt omvärldens bild av Kina, och efter incidenten blev medierapporteringen från Kina betydligt mer kritisk. Många dödsdomar verkställdes efter incidenten och stora mängder fängslades. 9 juni beskrev Deng Xiaoping incidenten på kinesisk TV där han berättade om "en handfull dåliga personer blandat med så många studenter och åskådare". De kinesiska myndigheterna beskrev händelsen som att de enda som förlorat livet var ligister som försökte stoppa militären från att göra sitt jobb. Peking kvarstod under krigslagar fram till januari 1990. 20 år efter händelsen hade stora delar av de som fängslats frigetts.
Myndigheterna publicerade en vecka efter incidenten en lista på de "21 mest eftersökta" ledare för protesterna. Flera av dem flydde från Kina. Först på listan var Wang Dan följd av Wuerkaixi. Många studenter och lärare som deltog i demonstrationerna kunde aldrig få anställning efter händelsen.
Efter incidenten ändrade myndighetens sin politiska inriktning mot att fokusera på ekonomisk tillväxt vilket ledde till stora ekonomiska framsteg på 1990-talet. Det ledde också till stora klyftor mellan stad och landsbygd. Hela ämnet är i dagens Kina tabu, och många i den yngre generationen känner inte till incidenten då den tystats ner. De flesta kineser undviker att prata om händelsen. Det kinesiska internet är censurerat med avseende på texter och ord med kopplingar till incidenten, och särskilt kring årsdagen varje år.
På 30-årsdagen efter händelsen hölls en stor minnesvaka i Victoria Park i Hongkong med tiotusentals deltagare.

## Den okände rebellen
En händelse som fick mycket stort medialt genomslag var Den okände rebellen som dokumenterades både på film och fotografi. En man bärande på inköpskassar kliver 5 juni ut framför en rad med stridsvagnar som är på väg ut från Himmelska fridens torg. Den första stridsvagnen i raden försöker köra runt mannen, men han flyttar sig och ställer sig igen i vägen för stridsvagnen. Därefter kliver mannen upp på stridsvagnen, och ser ut att prata med dess besättning. Det är idag inte känt vem mannen var, men händelsen har fått ett stort symboliskt genomslag.

## Antal dödsoffer

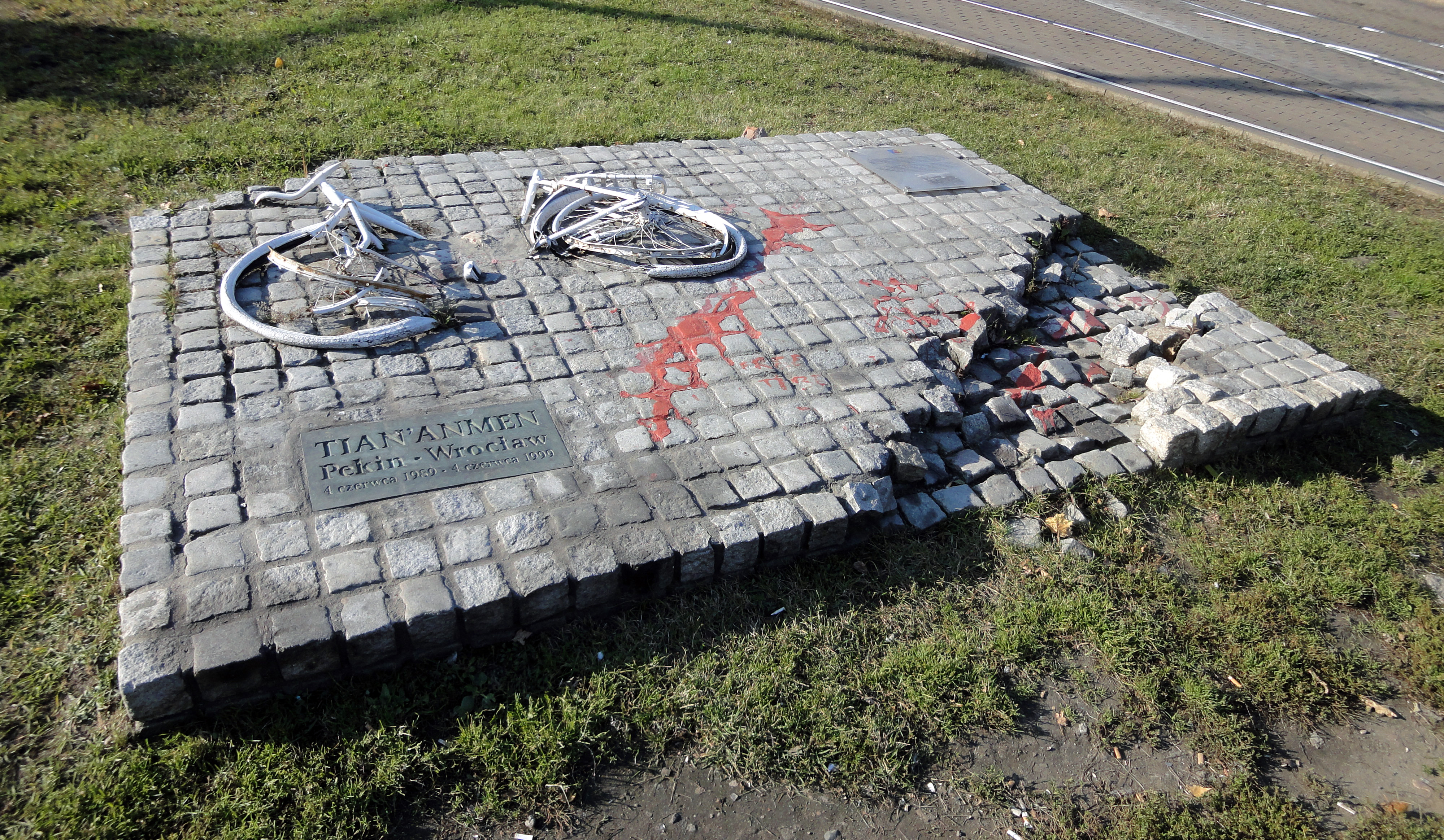
Minnesmärke i Wrocław.

Det finns inga säkerställda uppgifter på hur många dödsoffer som händelsen orsakade. Många bedömningar varierar från flera hundra upp till 3 000. Human Rights Watch uppskattar antal döda till 2 000. 6 juli 1989 rapporterade Pekings borgmästare att mer än 200 civila dödats. Kinesiska Röda korset uppskattade att 2 700 personer omkommit. Amnesty international uppskattar antalet dödsfall till 1 000.
I ett telegram från 5 juni 1989 rapporterade den dåvarande brittiska ambassadören Alan Donald att minst 10 000 civila dödades. Donalds uppger att hans källa var en person i den kinesiska centralregeringen. Tre veckor senare rapporterade Donald att antal döda var mellan 2 700 och 3 400. 2014 rapporterade USA att en kinesiska militär källa uppger att den kinesiska interna uppskattningen av dödsfall är 10 454.

## Händelsens benämning och eftermäle
I den mån händelsen omtalas i Kina kallas den i folkmun "sex-fyra", med innebörden 4 juni. Eftersom mycket kring incidenten är censurerat i Kina är uppfinningsrikedomen stor hur händelsen kan omskrivas utan att blockeras i digitala filter. Till exempel används "535" vilket står för 35 maj  eller "8的平方" som betyder 8 i kvadrat, vilket är 64.
Den svenska populärhistoriska benämningen "Massakern på Himmelska fridens torg" är i sin ordagranna betydelse missvisande eftersom ingen massaker ägde rum just på Himmelska fridens torg (utan huvudsakligen på västra tillfartsleden).
Minnet av händelserna på och runt Himmelska fridens torg har varit svårt att hålla vid liv, särskilt på Kinas fastland. I Hongkong har demokratiaktivister under åren sedan 1989 uppmärksammat den 4 juni, bland annat med ljusmanifestationer. Även införandet av säkerhetslagen i Hongkong har gjort det svårare för demokratiaktivister att hålla demonstrationer samtidigt som straffen har skärpts.